# Zmeura de Aur pentru cel mai prost actor într-un rol secundar
Zmeura de Aur pentru cel mai prost actor într-un rol secundar (engleză: Golden Raspberry Award for Worst Supporting Actor)  este un premiu acordat anual în gala Zmeura de Aur pentru cel mai prost actor într-un rol secundar dintr-un film lansat anul anterior. În continuare este prezentată lista celor care au primit acest premiu dar și cu cei nominalizați.

## Anii 1980
- 1980 împărțit> John Adames—Gloria ca Phil Dawn / Laurence Olivier—The Jazz Singer ca Cantor Rabinovitch
  - Marlon Brando—The Formula ca Adam Steiffel
  - Charles Grodin—Seems Like Old Times ca Ira J. Parks
  - David Selby—Raise the Titanic ca Dr. Gene Seagram
- 1981 Steve Forrest—Mommie Dearest ca Greg Savitt
  - Billy Barty—Under the Rainbow ca Otto Kriegling
  - Ernest Borgnine—Deadly Blessing ca Isaiah Schmidt
  - James Coco—Only When I Laugh ca Jimmy Perrino (also Oscar-nominated for the same role)
  - Danny DeVito—Going Ape! ca Lazlo
- 1982 Ed McMahon—Butterfly ca Mr. Gillespie
  - Michael Beck—Megaforce ca Dallas
  - Ben Gazzara—Inchon ca Major Frank Hallsworth
  - Ted Hamilton—The Pirate Movie ca the Pirate King
  - Orson Welles—Butterfly ca Judge Rauch
- 1983 Jim Nabors—Stroker Ace ca Lugs Harvey
  - Joseph Cali—The Lonely Lady ca Vincent Dacosta
  - Louis Gossett, Jr.—Jaws 3-D ca Calvin Bouchard
  - Anthony Holland—The Lonely Lady ca Guy Jackson
  - Richard Pryor—Superman III ca Gus Gorman
- 1984 Brooke Shields (in a mustache)—Sahara ca Dale
  - Robby Benson—Harry & Son ca Howard Keach
  - Sammy Davis, Jr.—Cannonball Run II ca Morris Fenderbaum
  - George Kennedy—Bolero ca Cotton
  - Ron Leibman—Rhinestone ca Freddie Ugo
- 1985 Rob Lowe—St. Elmo's Fire ca Billy Hicks
  - Raymond Burr—Godzilla 1985 ca Steve Martin
  - Herbert Lom—King Solomon's Mines ca Bockner
  - Robert Urich—Turk 182 ca Terry Lynch
  - Burt Young—Rocky IV ca Paulie Pennino
- 1986 Jerome Benton—Under the Cherry Moon ca Tricky
  - Peter O'Toole—Club Paradise ca Governor Anthony C. Hayes
  - Tim Robbins—Howard the Duck ca Phil Blumburtt
  - Brian Thompson—Cobra ca Night Slasher
  - Scott Wilson—Blue City ca Perry Kerch
- 1987 David Mendenhall—Over the Top ca Michael Cutler/Michael Hawk(s)
  - Billy Barty—Masters of the Universe ca Gwildor
  - Tom Bosley—Million Dollar Mystery ca Sidney Preston
  - Michael Caine—Jaws: The Revenge ca Hoagie Newcombe
  - Mack Dryden and Jamie Alcroft—Million Dollar Mystery ca Fred and Bob
- 1988 Dan Aykroyd—Caddyshack II ca Captain Tom Everett
  - Billy Barty—Willow ca the High Aldwin
  - Richard Crenna—Rambo III ca Colonel Sam Trautman
  - Harvey Keitel—The Last Temptation of Christ ca Judas Iscariot
  - Christopher Reeve—Switching Channels ca Blaine Bingham
- 1989 Christopher Atkins—Listen to Me ca Bruce Arlington
  - Ben Gazzara—Road House ca Brad Wesley
  - DeForest Kelley—Star Trek V: The Final Frontier ca Leonard McCoy
  - Noriyuki "Pat" Morita—The Karate Kid, Part III ca Mr. Miyagi
  - Donald Sutherland—Lock Up ca Warden Drumgoole

## Anii 1990
- 1990 Donald Trump—Ghosts Can't Do It ca Himself
  - Leo Damian—Ghosts Can't Do It ca Fausto
  - Gilbert Gottfried—The Adventures of Ford Fairlane / Look Who's Talking Too / Problem Child ca Johnny Crunch/Joey/Mr. Peabody
  - Wayne Newton—The Adventures of Ford Fairlane ca Julian Grendel
  - Burt Young—Rocky V ca Paulie Pennino
- 1991 Dan Aykroyd—Nothing but Trouble ca Reeve Alvin Valkenheiser/Bobo
  - Richard E. Grant—Hudson Hawk ca Darwin Mayflower
  - Anthony Quinn—Mobsters ca Joe Massiera
  - Christian Slater—Mobsters / Robin Hood: Prince of Thieves ca Lucky Luciano/Will Scarlett
  - John Travolta—Shout ca Jack Cabe
- 1992 Tom Selleck—Christopher Columbus: The Discovery ca King Ferdinand V
  - Alan Alda—Whispers in the Dark ca Leo Green
  - Marlon Brando—Christopher Columbus: The Discovery ca Tomás de Torquemada
  - Danny DeVito—Batman Returns ca Oswald Cobblepot / The Penguin
  - Robert Duvall—Newsies ca Joseph Pulitzer
- 1993 Woody Harrelson—Indecent Proposal ca David Murphy
  - Tom Berenger—Sliver ca Jack Landsford
  - John Lithgow—Cliffhanger ca Eric Qualen
  - Chris O'Donnell—The Three Musketeers ca D'Artagnan
  - Keanu Reeves—Much Ado About Nothing ca Don John
- 1994 O. J. Simpson—Naked Gun 33⅓: The Final Insult ca Nordberg
  - Dan Aykroyd—Exit to Eden / North ca Fred Lavery/Pa Tex
  - Jane March—Color of Night ca Richie
  - William Shatner—Star Trek Generations ca James T. Kirk
  - Rod Steiger—The Specialist ca Joe Leon
- 1995 Dennis Hopper—Waterworld ca the Deacon
  - Tim Curry—Congo ca Herkermer Homolka
  - Robert Davi—Showgirls ca Al Torres
  - Robert Duvall—The Scarlet Letter ca Roger Chillingworth
  - Alan Rachins—Showgirls ca Tony Moss
- 1996 Marlon Brando—The Island of Dr. Moreau ca Dr. Moreau
  - Val Kilmer—The Ghost and the Darkness / The Island of Dr. Moreau ca Col. John Henry Patterson/Dr. Montgomery
  - Burt Reynolds—Striptease ca Congressman David Dilbeck
  - Steven Seagal—Executive Decision ca Lieutenant Colonel Austin Travis
  - Quentin Tarantino—From Dusk till Dawn ca Richie Gecko
- 1997 Dennis Rodman—Double Team ca Yaz
  - Willem Dafoe—Speed 2: Cruise Control ca John Geiger
  - Chris O'Donnell—Batman & Robin ca Dick Grayson / Robin
  - Arnold Schwarzenegger—Batman & Robin ca Dr. Victor Fries / Mr. Freeze
  - Jon Voight—Most Wanted / U Turn ca Lt. Col. Grant Casey/Blind Indian
- 1998 Joe Eszterhas—An Alan Smithee Film: Burn Hollywood Burn ca Himself
  - Sean Connery—The Avengers ca Sir August de Wynter
  - Roger Moore—Spice World ca The Chief
  - Joe Pesci—Lethal Weapon 4 ca Leo Getz
  - Sylvester Stallone—An Alan Smithee Film: Burn Hollywood Burn ca Himself
- 1999 Ahmed Best—Star Wars: Episode I – The Phantom Menace ca voice of Jar Jar Binks
  - Kenneth Branagh—Wild Wild West ca Dr. Arliss Loveless
  - Gabriel Byrne—End of Days / Stigmata ca Satan/Father Andrew Kiernan
  - Jake Lloyd—Star Wars: Episode I – The Phantom Menace ca Anakin Skywalker
  - Rob Schneider—Big Daddy ca Nazo

## Anii 2000
- 2000 Barry Pepper—Battlefield Earth ca Jonnie Goodboy Tyler
  - Stephen Baldwin—The Flintstones in Viva Rock Vegas ca Barney Rubble
  - Keanu Reeves—The Watcher ca David Allen Griffin
  - Arnold Schwarzenegger—The 6th Day ca the clone of Adam Gibson
  - Forest Whitaker—Battlefield Earth ca Ker
- 2001 Charlton Heston—Cats & Dogs / Planet of the Apes / Town & Country ca The Mastiff/Zaius/Mr. Claiborne
  - Max Beesley—Glitter ca Julian "Dice" Black
  - Burt Reynolds—Driven ca Carl Henry
  - Sylvester Stallone—Driven ca Joe Tanto
  - Rip Torn—Freddy Got Fingered ca Jim Brody
- 2002 Hayden Christensen—Star Wars: Episode II – Attack of the Clones ca Anakin Skywalker
  - Tom Green—Stealing Harvard ca Walter P. "Duff" Duffy
  - Freddie Prinze, Jr.—Scooby-Doo ca Fred Jones
  - Christopher Walken—The Country Bears ca Reed Thimple
  - Robin Williams—Death to Smoochy ca Rainbow Randolph Smiley
- 2003 Sylvester Stallone—Spy Kids 3-D: Game Over ca the Toymaker
  - Anthony Anderson—Kangaroo Jack ca Louis Booker
  - Alec Baldwin—The Cat in the Hat ca Larry Quinn
  - Al Pacino—Gigli ca Starkman
  - Christopher Walken—Gigli / Kangaroo Jack ca Detective Stanley Jacobellis/Salvatore Maggio
- 2004 Donald Rumsfeld—Fahrenheit 9/11 ca Himself
  - Val Kilmer—Alexander ca King Philip II
  - Arnold Schwarzenegger—Around the World in 80 Days ca Prince Hapi
  - Jon Voight—Superbabies: Baby Geniuses 2 ca Bill Biscane
  - Lambert Wilson—Catwoman ca George Hedare
- 2005 Hayden Christensen—Star Wars: Episode III – Revenge of the Sith ca Anakin Skywalker/Darth Vader
  - Alan Cumming—Son of the Mask ca Loki
  - Bob Hoskins—Son of the Mask ca Odin
  - Eugene Levy—Cheaper by the Dozen 2 / The Man ca Jimmy Murtaugh/Andy Fidler
  - Burt Reynolds—The Dukes of Hazzard / The Longest Yard ca Boss Hogg/Coach Nate Scarborough
- 2006 M. Night Shyamalan—Lady in the Water ca Vick Ran
  - Danny DeVito—Deck the Halls ca Buddy Hall
  - Ben Kingsley—BloodRayne ca Kagan, King of Vampires
  - Martin Short—The Santa Clause 3: The Escape Clause ca Jack Frost
  - David Thewlis—Basic Instinct 2 / The Omen ca Roy Washburn/Keith Jennings
- 2007 Eddie Murphy—Norbit ca Mr. Wong
  - Orlando Bloom—Pirates of the Caribbean: At World's End ca Will Turner
  - Kevin James—I Now Pronounce You Chuck and Larry ca Larry Valentine
  - Rob Schneider—I Now Pronounce You Chuck and Larry ca Asian Minister
  - Jon Voight—Bratz / National Treasure: Book of Secrets / September Dawn / Transformers ca Principal Dimly/Patrick Henry Gates/Jacob Samuelson/John Keller
- 2008 Pierce Brosnan—Mamma Mia! The Movie ca Sam Carmichael
  - Uwe Boll—Postal ca Himself
  - Ben Kingsley—The Love Guru / The Wackness / War, Inc. ca Guru Tugginmypudha/Dr. Jeffrey Squires/Walken
  - Burt Reynolds—Deal / In the Name of the King ca Tommy Vinson/Commancer Tarish
  - Verne Troyer—The Love Guru / Postal ca Coach Punch Cherkhov/Himself
- 2009 Billy Ray Cyrus—Hannah Montana: The Movie ca Robby Ray Stewart
  - Hugh Hefner—Miss March ca Himself
  - Robert Pattinson—The Twilight Saga: New Moon ca Edward Cullen
  - Jorma Taccone—Land of the Lost ca Cha-Ka
  - Marlon Wayans—G.I. Joe: The Rise of Cobra ca Ripcord

## Anii 2010
- 2010 Jackson Rathbone—The Last Airbender / The Twilight Saga: Eclipse ca Sokka/Jasper Cullen
  - Billy Ray Cyrus—The Spy Next Door ca Colton James
  - George Lopez—Marmaduke / The Spy Next Door / Valentine's Day ca Carlos / Glaze / Alfonso Rodriguez
  - Dev Patel—The Last Airbender ca Prince Zuko
  - Rob Schneider—Grown Ups ca Rob Hilliard
- 2011 Al Pacino—Jack and Jill - rolul său
  - Patrick Dempsey—Transformers: Dark of the Moon ca Dylan Gould
  - James Franco—Your Highness ca Prince Fabious
  - Ken Jeong—Big Mommas: Like Father Like Son / The Hangover Part II / Transformers: Dark of the Moon / Zookeeper ca Mailman / Leslie Chow / Jerry "Deep" Wang / Venom
  - Nick Swardson—Jack and Jill / Just Go with It ca Todd / Eddie Simms
- 2012 Taylor Lautner—The Twilight Saga: Breaking Dawn – Part 2 ca Jacob Black
  - David Hasselhoff—Piranha 3DD ca Himself
  - Liam Neeson—Battleship / Wrath of the Titans ca Admiral Shane/Zeus
  - Nick Swardson—That's My Boy ca Kenny
  - Vanilla Ice—That's My Boy - rolul său

- 2013 Will Smith—After Earth ca Cypher Raige
  - Chris Brown—Battle of the Year ca Rooster
  - Larry the Cable Guy—A Madea Christmas ca Buddy
  - Taylor Lautner—Grown Ups 2 ca Frat Boy Andy
  - Nick Swardson—Grown Ups 2 / A Haunted House ca Nick Hilliard / Chip the Psychic

- 2014 Kelsey Grammer - The Expendables 3 / Legends of Oz: Dorothy's Return / Think Like a Man Too / Transformers: Age of Extinction ca Bonaparte / Tin Man / Lee Fox / Harold Attinger
  - Mel Gibson - The Expendables 3 ca Conrad Stonebanks / Victor Menz
  - Shaquille O'Neal - Blended ca Doug
  - Arnold Schwarzenegger - The Expendables 3 ca Trench Mauser
  - Kiefer Sutherland - Pompeii ca Senator Quintas Attius Corvus

- 2015 Eddie Redmayne - Jupiter Ascending ca Balem Abrasax
  - Chevy Chase - Hot Tub Time Machine 2 / Vacation ca Hot Tub Repairman / Clark Griswold
  - Josh Gad - Pixels / The Wedding Ringer ca Ludlow Lamonsoff / Doug Harris
  - Kevin James - Pixels ca President William Cooper
  - Jason Lee - Alvin and the Chipmunks: The Road Chip ca David "Dave" Seville

- 2016 Jesse Eisenberg - Batman v Superman: Dawn of Justice ca Lex Luthor
  - Nicolas Cage - Snowden ca Hank Forrester
  - Johnny Depp - Alice Through the Looking Glass ca Tarrant Hightopp / The Mad Hatter
  - Will Ferrell - Zoolander 2 ca Jacobim Mugatu
  - Jared Leto - Suicide Squad ca The Joker
  - Owen Wilson - Zoolander 2 ca Hansel McDonald

- 2017 Mel Gibson - Daddy's Home 2 ca Kurt Mayron
  - Javier Bardem - mother! ca El
  - Javier Bardem - Pirates of the Caribbean: Dead Men Tell No Tales ca Captain Armando Salazar
  - Russell Crowe - The Mummy ca Dr. Henry Jekyll
  - Josh Duhamel - Transformers: The Last Knight ca Col. William Lennox
  - Anthony Hopkins - Transformers: The Last Knight ca Sir Edmund Burton
  - Anthony Hopkins - Collide ca Hagen Kahl

- 2018 John C. Reilly - Holmes & Watson ca John Watson
  - Jamie Foxx - Robin Hood ca Little John
  - Ludacris - Show Dogs  ca Max
  - Joel McHale - The Happytime Murders ca Special Agent Campbell
  - Justice Smith - Jurassic World: Fallen Kingdom ca Franklin Webb

- 2019 James Corden - Cats ca Bustopher Jones
  - Tyler Perry - A Madea Family Funeral ca Joe
  - Tyler Perry - A Madea Family Funeral ca  Uncle Heathrow
  - Seth Rogen - Zeroville ca Viking Man
  - Bruce Willis - Glass - David Dunn / The Overseer

## Anii 2020
- 2020 Rudy Giuliani - Borat Subsequent Moviefilm ca El însuși
  - Chevy Chase - The Very Excellent Mr. Dundee ca Chevy
  - Shia LaBeouf - The Tax Collector ca Creeper
  - Arnold Schwarzenegger - Iron Mask ca James Hook
  - Bruce Willis - Breach ca Clay Young / Hard Kill ca Donovan Chalmers / Survive the Night ca Frank Clark

- 2021 Jared Leto - House of Gucci ca Paolo Gucci
  - Ben Affleck - The Last Duel ca Count Pierre d'Alençon
  - Nick Cannon - The Misfits ca Ringo
  - Mel Gibson - Dangerous ca Dr. Alderwood
  - Gareth Keegan - Diana The Musical ca James Hewitt

- 2022 Tom Hanks - Elvis ca Colonel Tom Parker
  - Pete Davidson - Good Mourning ca Berry
  - Xavier Samuel - Blonde ca Charles "Cass" Chaplin Jr.
  - Mod Sun - Good Mourning ca Dylan
  - Evan Williams - Blonde ca Edward G. "Eddy" Robinson Jr.

- 2023 Sylvester Stallone - Expend4bles ca Barney Ross
  - Michael Douglas - Ant-Man and the Wasp: Quantumania ca Hank Pym
  - Mel Gibson - Confidential Informant ca Kevin Hickey
  - Bill Murray - Ant-Man and the Wasp: Quantumania ca Lord Krylar
  - Franco Nero - The Pope's Exorcist ca The Pope

- 2024 Jon Voight – Megalopolis, Reagan, Shadow Land și Strangers ca Hamilton Crassus III, Viktor Petrovich, Robert Wainwright și respectiv Richard Evans
  - Jack Black – Borderlands ca Claptrap (doar voce)
  - Kevin Hart – Borderlands ca Roland Greaves
  - Shia LaBeouf – Megalopolis ca Clodio Pulcher (în drag)
  - Tahar Rahim – Madame Web ca Ezekiel Sims

## Multiple premii câștigate
2 premii
- Dan Aykroyd
- Hayden Christensen
- Sylvester Stallone

## Multiple nominalizări
| 5 nominalizări - Arnold Schwarzenegger 4 nominalizări - Mel Gibson - Burt Reynolds - Sylvester Stallone - Jon Voight 3 nominalizări - Dan Aykroyd - Billy Barty - Marlon Brando - Danny DeVito - Rob Schneider - Nick Swardson | 2 nominalizări - Chevy Chase - Hayden Christensen - Billy Ray Cyrus - Robert Duvall - Ben Gazzara - Kevin James - Val Kilmer - Ben Kingsley - Shia LaBeouf - Taylor Lautner - Jared Leto - Chris O'Donnell - Al Pacino - Tyler Perry - Keanu Reeves - Christopher Walken - Bruce Willis - Burt Young |